# آندراش کالی-ساندرس
آندراش کالی-ساندرس (به مجاری: András Kállay-Saunders) (زادهٔ ۲۸ ژانویهٔ ۱۹۸۵) خوانندهٔ مجارستانی-آمریکایی است.
او در مسابقه آواز یوروویژن ۲۰۱۴ نمایندهٔ مجارستان بود.